# Pelaje rizado
La mayor parte de caballos tienen pelaje liso incluso cuando muestran el pelaje de invierno, que puede crecer muy largo. Hay una variedad de caballos cuyo pelaje es rizado. El pelaje rizado en los caballos se origina por causas genéticas.

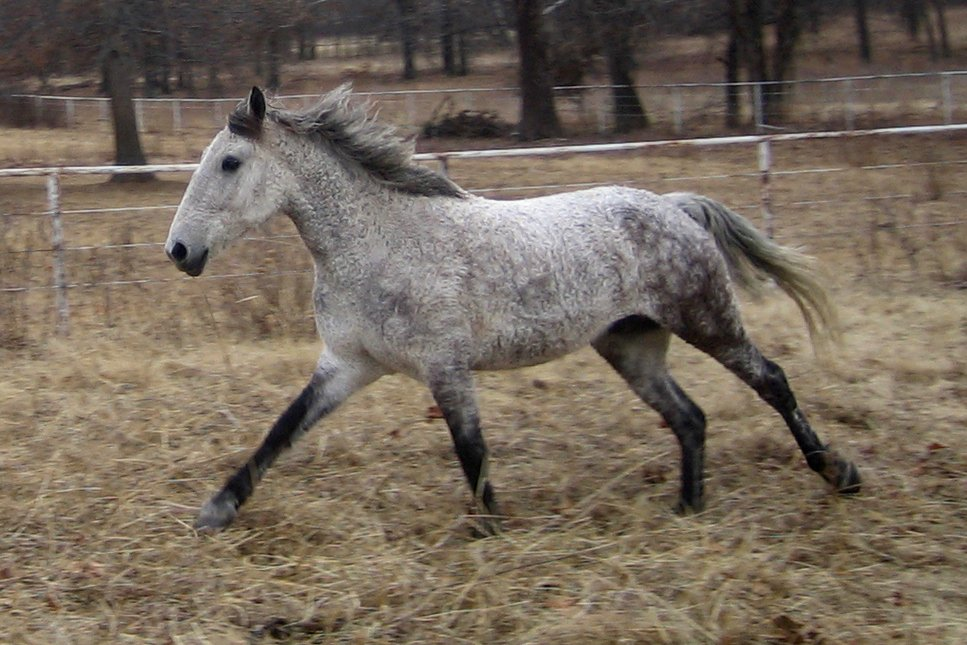
Caballo rizado con capa de invierno

## Descripción del pelaje rizado
Los caballos con pelaje rizado se presentan en diversos grados. En los casos mínimos la longitud de los pelos es casi normal y apenas se muestra un poco ondulado. En casos máximos la longitud de los pelos y su rizado es considerable, especialmente en invierno.
La cola y la crin son bastante características. En los casos máximos son muy rizadas, con tirabuzones bien marcados. También las cejas y las vibrisas presentan rizado.
En algunos casos extremados caballos con un pelaje de invierno muy largo y rizado lo pierden en verano, quedando del todo sin pelo.
Una característica notable de los pelos "Curly" es su greixositat por causa de unas glándulas sebáceas hiperactivas.
El patrón rizado se puede dar sobre cualquier pelaje, ya sea básico, diluido o que siga otro patrón.

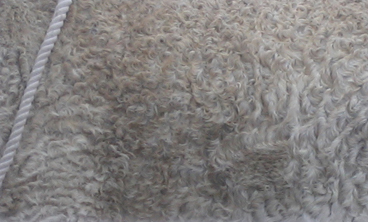
Pelaje rizado en la capa de invierno

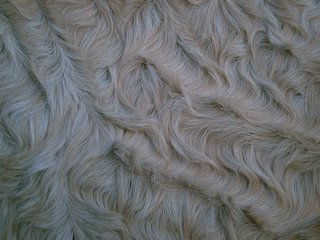
Primer plano de un pelaje rizado en invierno

## Detalles históricos
Hay referencias inconcretas sobre pinturas asiáticas de caballos de pelaje rizado del siglo II de la era cristiana.
Un documento válido podría ser el de uno de los caballos del emperador Zhaoling llamado Quanmaogua ("Rizado"). En la tumba de este emperador había representados los seis corceles que cabalgó en las batallas en forma de bajorrelieve (circa 636-649 d. C.). Hay mención de pinturas de este caballo que lo representan con un pelaje ondulado del color del azafrán.
Félix de Azara describió caballos con pelaje "crespo" ("crépu" en francés) en su obra sobre los cuadrúpedos del Paraguay.
Charles Darwin citó los "curled horses" de la obra de Azara, comentando la posible relación de los caballos rizados con formas peculiares de los pezuñas. También comentó la existencia de una raza de caballos "Curly" en Rusia.
Un tercer comentario de Darwin habla del testimonio del Dr.. Canfield sobre la cría de caballos rizados en Los Ángeles (cría que habría que situar en la época de las misiones en la Alta California).
Los sioux y otras tribus nativas americanas, a diferencia de los colonos con "cultura" europea que despreciaban los caballos rizados, los apreciaban mucho considerándolos mágicos. Hay varias referencias en documentos pintados en pieles de bisonte. Las más antiguas corresponden a la temporada 1803-1804. En la batalla de Little Big Horn (de los comanches y algunos sioux contra el general Custer) algunos guerreros sioux montaban caballos "Curly" ("con pelo de bisonte" según denominación sioux), hecho representado en dibujos por Red Horse, notable artista de la tribu.